# Katarzyna Konieczna
Katarzyna Konieczna (née Wellna le 22 mars 1985 à Złotów) est une ancienne joueuse de volley-ball polonaise. Elle mesure 1,84 m et jouait au poste d'attaquante. Elle a totalisé 36 sélections en équipe de Pologne. Elle a mis un terme à sa carrière de volleyeuse professionnelle en avril 2019.

## Clubs
| Club                   | De        | À         |
| ---------------------- | --------- | --------- |
| SMS PZPS Sosnowiec     | 2001-2002 | 2003-2003 |
| AZS AWF Poznań         | 2003-2004 | 2006-2007 |
| Energa Gedania Gdańsk  | 2007-2008 | 2008-2009 |
| PTPS Piła              | 2009-2010 | 2009-2010 |
| Atom Trefl Sopot       | 2010-2011 | 2011-2012 |
| Impel Wrocław          | 2012-2013 | 2013-2014 |
| MKS Dąbrowa Górnicza   | 2014-2015 | 2014-2015 |
| Impel Wrocław          | 2016-2017 | 2016-2017 |
| BKS Stal Bielsko-Biała | 2017-2018 | 2018-2019 |

## Palmarès
- Championnat de Pologne
  - Vainqueur : 2012.
  - Finaliste : 2011, 2014.
- Coupe de Pologne
  - Finaliste : 2012.